# Polyphonius theodori
Polyphonius theodori is een vliegensoort uit de familie van de roofvliegen (Asilidae). De wetenschappelijke naam van de soort is voor het eerst geldig gepubliceerd in 1992 door Hradský & Hüttinger.